# Elena Ivoni
Elena Ivoni (Briuner, Cellani, Teșevici; n.  ?, Grecia) a fost o cântăreață, soprană dramatică basarabeană de origine greacă.
Părinții Elenei au imigrat în Basarabia din Grecia. Viitoarea cântăreață a făcut studii muzicale (incomplete) la Conservatorul din Moscova⁠(d) în 1907-1910, unde a făcut canto cu Anton I. Barțal⁠(d).
A debutat în 1910 pe scena Operei Mariinsk din Sankt-Petersburg. Pe parcursul activității sale artistice, a cântat în orașele Ekaterinoslav (1913-1915), Moscova (1915-1917), Odesa, Simferopol (1916); la Opera lui Serghei I. Zimin⁠(d) (1917) și la Opera Regală din București (1919-1939). La Chișinău a debutat în 1919 în spectacolul Dama de pică de Piotr Ilici Ceaikovski, în componența trupei Operei Basarabene. De asemenea, a întreprins turnee internaționale.
Rolurile sale includ:
- Mini în Fata din Vest⁠(d) de Giacomo Puccini
- Natașa în Rusalka de Aleksandr Dargomîjski
- Iaroslavna în Iuditha⁠(d) de Aleksandr Serov⁠(d)
- Natalia în Opricinicul⁠(d) de Piotr Ceaikovski
- Tamara în Demonul⁠(d) de Anton G. Rubinstein
- Oxana în Pantofiorii de Piotr Ceaikovski
- Liza în Dama de pică de Piotr Ceaikovski
- Rachel în La Juive⁠(d) de Fromental Halévy
- rol titular în Aida de Giuseppe Verdi
- rol titular în Tosca de Giacomo Puccini
- Elsa în Lohengrin de Richard Wagner
- Dașa în Forța răului⁠(d) de Aleksandr Serov
- Julieta în Povestirile lui Hoffman de Jacques Offenbach
- rol titular în Halka⁠(d) de Stanisław Moniuszko
- Santuzza în Cavalleria rusticana de Pietro Mascagni

A colaborat cu artiști de operă ai vremii, inclusiv George Enescu, Vasili P. Damaev⁠(d), Iuri Kiporenko-Damanski⁠(d), Fiodor Șaliapin, Sigismund Zalevschi, Jean Athanasiu, Edgar Istratty, Dora Massini, Alexandra Elefterescu, Sofia Gorskaia ș.a.